# Günther Gerstner
Günther Gerstner (* 1955 in Hof) ist ein deutscher Theaterregisseur.

## Leben
Gerstner erhielt eine Ausbildung zum Elektriker und war dann Gelegenheitsarbeiter. 1975 wurde er wegen „staatsfeindlicher Verbindungen und Verdachts auf ungesetzlichen Grenzübertritt“ zu zwei Jahren Gefängnis verurteilt. 1977 erfolgte seine Abschiebung in die Bundesrepublik Deutschland.
Er begann zunächst als Beleuchter an der Berliner Schaubühne. 1982 war er erstmals Regieassistent bei Jürgen Kruses Inszenierung von Romeo und Julia, anschließend am Hamburger Thalia Theater bei Karl Fruchtmanns Inszenierung von Seán O’Caseys Purpurstaub.
Seit 1983 arbeitete er an den Münchner Kammerspielen als Assistent von Peter Zadek, Harald Clemen und Dieter Dorn. Seine ersten eigenen Regieleistungen waren Sam Shepards Fool for Love (1986) und Bertolt Brechts Mann ist Mann (1987). Am Theater Bonn inszenierte er 1988 Rainald Goetz’ Schlachten und 1989 am Theater Wiesbaden Molières Der Geizige.
Von Friedrich Schirmer wurde Gerstner als fester Gastregisseur an das Theater Freiburg geholt. Hier folgten unter anderem Euripides’ Orestes (1989), Luigi Pirandellos Sechs Personen suchen einen Autor (1989/90), Einar Schleefs Schauspieler (1990) und Franz Grillparzers König Ottokars Glück und Ende (1992). Von 1990 bis 1993 war er als festengagierter Regisseur an den Staatlichen Schauspielbühnen Berlin (Schiller Theater) beschäftigt.
Nach einer Regiepause feierte er 1994/1995 ein vielbeachtetes Comeback am Staatstheater Stuttgart mit Andreas Marbers Das sind sie schon gewesen die besseren Tage, worauf ebenfalls in Stuttgart 1995 Peter Turrinis Die Schlacht um Wien folgte. Am Maxim Gorki Theater inszenierte er 1996 Friedrich Schillers Kabale und Liebe sowie im selben Jahr an einem Abend Georg Büchners Leonce und Lena sowie Witold Gombrowicz’ Yvonne, Prinzessin von Burgund, ferner 1998 am Schauspielhaus Bochum Hans Henny Jahnns Thomas Chatterton.